# Shirō
Shirō (jap. しろう, シロウ) – męskie imię japońskie.

## Możliwa pisownia
Shirō można zapisać używając wielu różnych znaków kanji i może znaczyć m.in.:
- 四郎, „czwarty syn”[1]
- 四朗, „cztery, jasny”
- 史郎, „historia, syn”
- 史朗, „historia, jasny”
- 詩郎, „poezja, syn”

## Znane osoby
- Shirō Amakusa (四郎), nastoletni samuraj
- Shirō Ishii (四郎), dowódca Jednostki 731 Cesarskiej Armii Japońskiej podczas wojny chińsko-japońskiej
- Shirō Kishibe (四郎), japoński aktor
- Shirō Koshinaka (詩郎), japoński wrestler
- Shirō Kuramata (史朗), japoński projektant
- Shirō Mifune (史郎), japoński aktor filmowy
- Shirō Miya (史郎), japoński piosenkarz enka
- Shirō Sagisu (詩郎), japoński producent muzyczny i kompozytor

## Fikcyjne postacie
o imieniu Shirō
- Shirō Asō (史郎), bohater mangi Suki. Dakara suki
- Shirō Emiya (士郎), główny bohater gry, mangi i anime Fate/stay night
- Shirō Fubuki (Shawn Frost) (士郎), bohater sportowej gry wideo, mangi i anime Inazuma 11
- Shirō Fujimoto (獅郎), bohater mangi i anime Ao no Exorcist
- Shirō Gō (史朗) / Czerwona Jedynka, główny bohater serialu tokusatsu Chōdenshi Bioman
- Shirō Yuge (志郎), bohater TV dramy Galileo

o nazwisku Shirō
- Kamui Shirō (司狼), główny bohater serii X